# Formation territoriale de la France
843–1947
Entités précédentes :
- Empire carolingien

Entités suivantes :
- France
- Empire colonial français

La formation territoriale de la France est le processus qui a conduit à la délimitation du territoire de la France telle qu’il existe aujourd’hui, à partir de la Francie occidentale issue du traité de Verdun (843). La France étant un État transcontinental, l'article traite uniquement du territoire européen de la France (France métropolitaine), ce qui n'inclut pas la France d'outre-mer et l'ancien Empire colonial français.
À l’exception du Xe siècle avec l’alliance du seigneur de Bretagne au roi des Francs et de la perte de toute souveraineté sur le comté de Barcelone trop excentré pour que la protection en soit assurée (sac de Barcelone en 985), les frontières du royaume ne changent pas notablement avant le XIVe siècle. Les premiers rois capétiens sont trop occupés à établir leur autorité au sein-même de leur royaume. À cette fin, ils exploitent habilement les dissensions entre leurs turbulents vassaux et s’appuient contre eux sur l’Église et les villes. Les grands conflits avec les rois d’Angleterre, également vassaux du roi de France du fait de leurs possessions en France, sont les occasions majeures dans lesquelles le pouvoir royal s’affirme. Le rattachement au XIIIe siècle de la Normandie et du Languedoc au domaine royal sont deux étapes importantes vers l’unification du royaume.
Le débordement au-delà du Rhône, qui reste longtemps la frontière, ne débute qu’avec l’achat du Dauphiné lors du traité de Romans (1349). Peu après la guerre de Cent Ans, Louis XI récupère l’héritage des deux plus puissants apanages confiés à des branches cadettes de la dynastie : la Bourgogne et l’Anjou sans omettre la Provence (1481-1482). Et avant la fin du XVe siècle, les mariages (1491 et 1499) d’Anne de Bretagne avec les rois Charles VIII puis Louis XII ont pour conséquence ultérieure l'union définitive en 1532 de la Bretagne, jusqu’alors puissant duché quasi indépendant les décennies qui précèdent.
Richelieu puis Louis XIV entreprennent de 1635 à 1748 le report vers le nord et vers le Rhin des frontières du royaume. Ils cherchent à mettre en échec l’aspiration de la maison d’Autriche à l’hégémonie en Europe alors que la perte de la Flandre a dangereusement rapproché les frontières de Paris. Alsace, Artois et Franche-Comté sont annexés entre 1648 et 1697. Le duché de Lorraine reste un temps une enclave dans le royaume avant d’être lui aussi incorporé en 1766, ce qui permet, tout comme la conquête de la Corse en 1769, de consolider le territoire.
Les frontières du nord-est suscitent la réflexion des diplomates et militaires : elles ne suivent aucune limite géographique particulière. Dans ce cadre, la France tente en vain par deux fois de prendre possession de la place forte de Luxembourg : militairement de 1684 à 1697, diplomatiquement en 1867. Le territoire s'accroît temporairement sous la Révolution française et le Premier Empire de la rive gauche du Rhin. Toutefois, les frontières sont rétablies en 1815 par le congrès de Vienne à peu près dans leurs limites de 1697 : la France perd même quelques places fortes comme Landau ou Sarrelouis. Inquiète de la construction d’un puissant État allemand et malgré sa victoire de 1918 sur celui-ci, la France ne pourra obtenir de nouveaux gains de ce côté.
Après 1815, le territoire français ne connaît que quelques évolutions. Le duché de Savoie et le comté de Nice sont définitivement rattachés à la France par plébiscite en 1860. L’Alsace-Lorraine annexée par l’Allemagne en 1871 redevient française en 1918.

## Le Moyen Âge (843-1492): l'unification du royaume

### Les frontières entre royaume de France et Saint-Empire

#### La naissance de la France et de l'Allemagne
Le traité de Verdun marque en 843 l’apparition d’une Francie occidentale et d’une Francie orientale séparée l’une de l’autre : ce que confirment les traités de Mersen (870) et de Ribemont (880). Conçus comme un partage patrimonial temporaire entre les héritiers de Charlemagne, ces traités successifs scellent une division définitive de l’Empire carolingien et aboutissent à la création d’États connaissant chacun leur propre évolution jusqu’à devenir la France (pour la Francie occidentale) et l’Allemagne (pour la Francie orientale).
À partir de 880, leur frontière commune est fixée approximativement du nord au sud sur les quatre fleuves Escaut, Meuse, Saône et Rhône et, de tout le Moyen Âge, ne changera quasiment pas. La limitation de la France et de la Germanie par les quatre fleuves reste longtemps inscrite dans les esprits. Ainsi, lorsque Louis le Lion soumet le comté de Toulouse, il cède le Comtat Venaissin à la papauté (1229). Plus tard, Philippe le Bel soucieux de formaliser ses prérogatives, est porté à émettre des prétentions sur le Vivarais à l'ouest du Rhône ou encore sur le Barrois mouvant à l'ouest de la Meuse,.
D'un côté, la première monarchie germanique s'affaiblira à vouloir reconstituer l’Empire carolingien sans en avoir les moyens.
De l'autre côté, la monarchie française s'affirmera lentement à partir de bases modestes pour prendre ultérieurement la première place en Europe occidentale. En 987, les Carolingiens sont évincés du trône de France par l'élection de Hugues Capet qui impose sa dynastie.
Le domaine royal des premiers Capétiens se limite d'abord à une partie de l'Île-de-France, entre Paris et Orléans, qui en sont les villes principales. Ailleurs, ce sont les grands seigneurs qui exercent leur autorité, notamment les six pairs laïcs : les ducs d'Aquitaine, de Bourgogne et de Normandie, ainsi que les comtes de Champagne, de Flandre et de Toulouse.
À l’ouest, dans le cadre d’une lutte commune contre les Normands (définitivement vaincus en Bretagne en août 939), le duc de Bretagne Alain Barbetorte s’affirme en 942 le « fidèle » du roi Louis d’Outremer, reconnaissant la dépendance directe de la Bretagne.
Au sud, en revanche, le sac de la ville de Barcelone (985) par les Arabes signe la perte de toute souveraineté sur le comté de Barcelone trop excentré pour que la protection en soit assurée,.

Carte dynamique illustrant l'évolution des frontières de la France de 985 à 1947 : figurent initialement en noir le domaine royal et les fiefs féodaux relevant de la couronne lors de l'accession au trône de Hugues Capet.

#### L'expansion du royaume de France au-delà du Rhône vers les Alpes
À la suite de l'échec de Frédéric II face à la papauté, le Saint-Empire romain germanique sombre définitivement dans l'anarchie politique au XIIIe siècle, ouvrant la possibilité aux rois de France de toutes sortes d'empiétements.
Philippe le Bel rattache au royaume le comté de Lyon, ancienne capitale des Gaules et important carrefour commercial européen, par le traité de Vienne le 10 avril 1312.
Philippe VI de Valois achète le Dauphiné de Viennois le 30 mars 1349, par le traité de Romans.
Son petit-fils et frère de Charles V le Sage, Louis, est investi du duché d'Anjou. Il est adopté par ailleurs comme héritier par la comtesse de Provence et reine de Sicile Jeanne. Il réalise la conquête d’une partie de la Provence en 1383-1384, sans ses terres orientales qui en 1388, lors de la dédition de Nice à la Savoie vont constituer le comté de Nice. Son petit-fils le roi René ne peut cependant se maintenir en Italie et transmet ses possessions au roi de France Louis XI : Anjou en France et Provence dans le Saint-Empire (1481).
Louis XI a la sagesse de ne pas reprendre à son compte les prétentions de René en Italie. Ce n'est pas le cas de son fils Charles VIII qui nourrit l'ambition de son rêve de domination italienne. Pour cela non seulement il entreprend une expédition à Naples qui ne donnera aucun résultat mais abandonne préalablement à ses éventuels compétiteurs plusieurs conquêtes de son père : les comtés d'Artois, de Bourgogne et de Roussillon.

### L'affirmation du pouvoir royal face aux rois d'Angleterre
Le premier objectif des rois capétiens est de consolider leur autorité régionale autour de leur fortes positions en Ile-De-France, ce qu'ils s'efforceront de faire au cours des XIe siècle et XIIe siècle. Le principal agrandissement du domaine royal au cours de cette période est l'achat de la vicomté de Bourges en 1101 qui deviendra le duché de Berry.

#### L’incorporation au domaine royal des fiefs relevant des Plantagenêt

le comte de Barcelone est sorti de l'orbite du roi de France : devenu roi d'Aragon en 1162 et à la suite de sa défaite à Muret en 1213, il renoncera en 1258 à tout lien avec la France par le traité de Corbeil

La lutte contre les rois d’Angleterre est l'occasion pour les rois de France d’étendre leur autorité. Ils doivent en effet faire face au formidable défi qui se présente à eux.
Le duc de Normandie Guillaume le Conquérant est devenu roi d’Angleterre en 1066 par sa victoire de Hastings sur les Saxons. À l'extinction de sa lignée masculine, son héritier est le comte d'Anjou, Henri Plantagenêt, petit-fils par sa mère du roi Henri Ier d'Angleterre. Le futur Henri II va épouser, deux mois avant son accession au trône, Aliénor, duchesse d'Aquitaine, la plus riche héritière du royaume et ex-épouse du roi de France Louis VII.
Le nouveau roi d'Angleterre est donc devenu en titre le maître des deux tiers du territoire français de l'époque.
Les rois de France bénéficient cependant d'atouts : le prestige et les prérogatives de leur fonction, les dissensions au sein des Plantagenêt et la difficulté de ceux-ci à se faire obéir dans le Sud-Ouest.
Jean Sans Terre, fils d’Henri II, crée la confusion parmi ses vassaux par son comportement irrégulier et violent.
Le roi de France Philippe Auguste en profite pour lui enlever la Normandie par la prise de la forteresse de Château Gaillard en aval de Paris (1204).
La conquête de cette province est primordiale, puisqu'elle accroît substantiellement les revenus de la Couronne de France.
Le succès de Philippe Auguste est confirmé par sa victoire à Bouvines sur l'empereur germanique en 1214.

#### La réduction par le roi de ses vassaux méridionaux
Philippe Auguste est en fait le premier roi dont l'autorité dépasse le cadre de l'Île-de-France par l'étendue de son champ d'action et par son efficacité. Le roi soumet notamment le Vermandois, la Touraine et l'essentiel du comté d'Auvergne, les comtes se retrouvant isolés à Vic-le-comte.
Peu de temps après, le roi de France Louis VIII le Lion exploite la croisade contre les cathares du Midi de la France pour imposer son autorité sur le comté de Toulouse (1229).
Cette nouvelle conquête deviendra la province du Languedoc qui comprendra jusqu'à la Révolution l'essentiel de huit des actuels départements du midi. À la faveur des troubles de la fin du Moyen Âge, le Languedoc obtiendra la mise en place de ses propres institutions : un Parlement (cour souveraine de justice) et des États (assemblée qui vote l'impôt et qui décide d’investissements collectifs).
L'accumulation des conquêtes est l'occasion pour les rois de France de doter leurs fils cadets en territoires : les apanages. Cette politique va permettre de soumettre progressivement des provinces à l’autorité royale. Car les apanages vont revenir bien souvent sans difficulté à la couronne :
- le Poitou (1271 puis 1416) et l'Anjou (1328 puis 1481), deux provinces conquises sur les Anglais par Philippe Auguste et Louis VIII Le Lion ;
- l’Auvergne (1271 puis 1531).

#### Les difficultés du royaume de France et l'éviction des Anglais d’Aquitaine

Le vicomte de Béarn se permet de ne plus prêter hommage mais reste par ses alliances étroitement lié au royaume.

La politique des apanages est parfois source d’affaiblissement du pouvoir royal. Le duc de Bourgogne Philippe Le Hardi, investi par son père Jean II de France, est également par sa femme Marguerite comte de la très riche Flandre. Il utilise sa position de premier pair de France pour constituer un État puissant qui donnera naissance aux Pays-Bas bourguignons (précurseurs de la future Belgique).
Son fils Jean Sans Peur entre en conflit avec Louis d'Orléans frère du roi Charles VI. Il tente par une série de coups de force de s'imposer au gouvernement et s'attire progressivement l'hostilité de l'ensemble des autres princes de la famille royale. Il s'empare en 1418 de Paris par un coup de main, forçant l'héritier du trône, le futur roi Charles VII, à s'enfuir à Bourges.
Au même moment, les rois d'Angleterre ont des velléités de devenir rois de France.
Philippe le Bel avait eu trois fils de Jeanne de Champagne qui avait apporté la Champagne (1284) au domaine royal. Pourtant à la mort du roi de France, c'est finalement son neveu Philippe VI de Valois qui monte sur le trône.
Une nouvelle série de conflits, appelée guerre de Cent Ans, est provoquée par la prétention à devenir roi de France formulée par Édouard III d'Angleterre, petit-fils de Philippe le Bel par sa mère et duc d'Aquitaine,.
Les armées françaises subissent de lourdes défaites à Crécy et Poitiers puis plus tard à Azincourt. Amputé temporairement par le traité de Brétigny (1360), le royaume est à nouveau divisé par le traité de Troyes (1420).
Mais un nouvel élan s'incarne en Jeanne d'Arc qui oblige les Anglais à lever le siège d'Orléans (1429) : après avoir été couronné à Reims, Charles VII rentre à Paris.
La Rochelle s'était d'elle-même soumise au roi de France (1371), Bayonne puis Bordeaux sont enlevées par la force aux Anglais en 1451 et 1453. La prise des points d'appui du roi d'Angleterre sur la côte Atlantique permet à Charles VII d'établir de façon exclusive sa souveraineté sur l'ensemble du Sud-Ouest.

## L'Époque moderne(1492-1789): les conflits avec les Habsbourg d'Autriche

### L'intégration des derniers domaines féodaux

#### La Bourgogne et l'évolution des frontières suivant un axe nord-est
La succession de Bourgogne d'une part, et la volonté de prendre pied en Italie d'autre part, sont la cause d'une première série de conflits avec la maison d’Autriche : les Habsbourg. À la mort de Charles le Téméraire, les possessions du dernier duc de Bourgogne sont partagées. Sa fille Marie de Bourgogne hérite des Pays-Bas bourguignons et du comté de Bourgogne (Franche-Comté), tandis que Louis XI reprend le duché de Bourgogne et la Picardie (1482). Le petit-fils de Marie, l'empereur germanique Charles Quint de Habsbourg, entre en conflit avec François Ier pour la possession de la Bourgogne et par ailleurs du duché de Milan. Cette première phase est interrompue par les guerres de religion en France, et elle n'est pas décisive pour la monarchie française.
Après sa défaite à Pavie en 1526, François Ier conserve la Bourgogne mais renonce pour toujours à sa suzeraineté sur le comté de Flandre. Les Pays-Bas bourguignons dont avait hérité Charles Quint étaient jusque-là composés de diverses principautés relevant pour certaines du royaume de France, pour d'autres du Saint empire romain germanique. Par la Pragmatique Sanction, ils constituent désormais une entité politique distincte.
Henri II consolide cependant les frontières du royaume de France, grâce à :
- la reprise de Calais aux Anglais (1558);
- l'occupation en 1552 des villes de Metz, Toul et Verdun qui vont constituer la province des Trois-Évêchés et une ouverture vers l'est.

#### L'extinction des maisons féodales
Le mariage de Charles VIII puis Louis XII avec Anne de Bretagne, puis celui de la fille de ces deux derniers Claude avec François Ier en 1514, préparent l'Union de la Bretagne à la France (1532). Cette politique permet d'éviter le rattachement du duché de Bretagne à l'empire des Habsbourg par le mariage d'Anne de Bretagne avec Maximilien Ier (qui provoque l'occupation de Nantes et le siège de Rennes par les troupes françaises), ou celui de Claude avec Charles Quint (négocié par Anne mais annulé par les États généraux). L'Empire aurait alors disposé d'un relais pour mieux assurer les liaisons entre les Pays-Bas et l'Espagne, complétant l'encerclement de la France.
Par ailleurs, l'extinction de la branche aînée des Bourbons donne l'occasion à François Ier d'intégrer au domaine royal le Bourbonnais et le Forez.
Bien que sur le trône de France depuis 1589, le roi Henri IV de France n'apporte au domaine royal ses propres possessions qu'en 1607. Sous la pression de nombreuses protestations, notamment provenant du Parlement de Paris, il accepte d'incorporer un certain nombre de ses fiefs qui relèvent de la couronne de France :
- Armagnac, Bigorre, Marsan en Gascogne
- Limoges, Périgord et Rodez aux confins de la Guyenne
- Foix

Henri IV exclut néanmoins le Béarn ainsi que la Basse-Navarre de cet accord, considérant ces terres comme souveraines. Son fils Louis XIII incorpore finalement ces territoires en 1620 : à la tête d'une expédition militaire, il signe à Pau l'édit portant union du Béarn ainsi que de la Basse-Navarre au royaume de France.
Ayant développé une forte identité, les provinces de Béarn, Bourgogne et Bretagne conserveront jusqu'à la Révolution leurs propres institutions à l'image du Languedoc : États et Parlement.

### L'expansion à l'est: la frontière sur le Rhin

#### Vers de nouveaux conflits avec la maison d'Autriche
La maison d'Autriche manifeste une volonté de suprématie en Europe, présentant l'image du bastion militant du catholicisme face à l'émergence d'États protestants. La royauté française est d'autant plus inquiète que cette prétention rencontre des échos dans les milieux catholiques en France. Par ailleurs, les possessions des Habsbourg encerclent le territoire : Espagne, Pays-Bas, Franche-Comté et plus loin Milan.
Henri IV a hérité d'un contentieux avec l'Espagne. Il est par sa mère l'héritier des rois de Navarre dépossédés par les rois d'Espagne, qui ne leur ont laissé que la Basse-Navarre. Désormais les rois de France porteront également le titre de roi de Navarre.
Avant de reprendre la lutte, la guerre franco-savoyarde permet à Henri IV de mettre fin aux ambitions françaises en Italie. En 1600, il intervient contre le duc de Savoie, Charles-Emmanuel Ier, qui avait ourdi des complots contre lui. La France acquiert par le traité de Lyon (1601) la Bresse, le Bugey, Valromey et le pays de Gex, ce qui correspond à l’actuel Ain, en échange du marquisat de Saluces, dernière place détenue en Italie.
Mais la perspective d'un conflit avec la maison d'Autriche heurte une grande partie des catholiques de France, notamment à la cour Marie de Médicis et le duc d'Épernon. C'est dans ce contexte qu'Henri IV est assassiné par un fanatique, Ravaillac.

#### Les guerres duXVIIesiècle
Le roi de France Louis XIII, conseillé par son premier ministre Richelieu, reprend l'offensive en 1635 dans le cadre de la guerre de Trente Ans, après avoir définitivement soumis La Rochelle (1629) et occupé le duché de Lorraine (1632).
Une première guerre décisive contre la maison d'Autriche est marquée par la victoire de Rocroi en 1643. L'expansion à l'est a pour objectif de couper les lignes de communication de l'ennemi et d'établir le contact avec les alliés de la France en Allemagne.
Les guerres contre se suivent les unes après les autres, et les traités successifs aboutissent à la mainmise de la France sur plusieurs provinces du Saint-Empire romain germanique.

Les conquêtes territoriales de 1643 à 1715.

- 1648 : les traités de Westphalie entérinent l'annexion par la France :
  - du margraviat de Haute-Alsace, possession jusque là des Habsbourg,
  - de la Décapole, fédération de 10 villes alsaciennes ;
- 1659 : le traité des Pyrénées acte l'annexion :
  - de l'Artois,
  - d’une partie du Hainaut (Avesnes-sur-Helpe, Landrecies, Le Quesnoy) ;
  - de Montmédy et Thionville (Luxembourg français),
  - du Roussillon : la frontière des Pyrénées avec l'Espagne est définitivement fixée ;
- 1662 : la France achète Dunkerque à l'Angleterre ;
- 1668 : par le premier traité d'Aix-la-Chapelle Louis XIV enlève à l'Espagne les villes de Lille, Douai (Flandre romane) et le duché de Bouillon (ainsi que, jusqu'en 1678, une autre partie du Hainaut, notamment Ath et Binche) ;
- 1678 : par le traité de Nimègue, l'Espagne cède encore à la France :
  - la Franche-Comté,
  - Aire et Saint-Omer, les places fortes flamandes de Cassel, Bailleul, Ypres, Wervick et Warneton, le Cambrésis ainsi que les villes de Maubeuge et Valenciennes (en Hainaut français),
  - La vallée de la Meuse entre Charleville et Givet (dans les Ardennes actuelles).

Les acquisitions de la France en Flandre (1662, 1668, 1678) et en Hainaut (1659, 1678) constitueront à partir de la Révolution le département du Nord.
De 1680 à 1697, Louis XIV, enhardi par ses premiers succès, mène une politique unilatérale d'annexions et de réunions : on assiste même à la conquête temporaire du duché du Luxembourg de 1684 à 1697.
Mais par le traité de Ryswick en 1697 qui conclut la guerre de la Ligue d'Augsbourg, il doit finalement renoncer à la plupart de ses prises. À l'est, la frontière est désormais délimitée par le Rhin : la France annexe la Basse-Alsace avec la ville de Strasbourg mais renonce à ses possessions sur la rive droite du Rhin (Freiburg, Breisach, Kehl).
Du côté de l'Italie, La France avait préalablement restitué Pignerol, acquise en 1631, au duché de Savoie. Par le traité d'Utrecht, la France annexe en 1713 la vallée de l'Ubaye mais perd les vallées d’Oulx et Pragelas (versant piémontais des Alpes) à l'occasion d'un échange de territoires avec la Savoie.

#### La consolidation du territoire
À la fin du règne de Louis XIV, un équilibre semble atteint. Les autres puissances européennes ne sont plus disposées à accepter une nouvelle expansion et sont prêtes à s'allier pour s'y opposer (ligue d'Augsbourg). Les frontières ont été repoussées loin de la capitale et sont de plus désormais défendues par un réseau de forteresses modernes construites par Vauban.
Deux lignes de places fortes protègent la frontière du nord sur un front qui s'étend de Dunkerque à Charleville.Plus à l'est, des villes nouvelles fondées par Vauban prolongent au nord de la Lorraine la ligne de défense de la France des Ardennes à l'Alsace.
Depuis 1632, la France a régulièrement occupé Le duché de Lorraine en période de guerre sans l’annexer : elle a même obtenu le contrôle d'un couloir le traversant pour relier la Champagne à l'Alsace. Le duc Charles IV de Lorraine, allié aux maisons d’Autriche et de Bavière, a fait le choix d’une politique hostile à la France : lui-même puis son neveu Charles V ont exercé des commandements dans l’armée des Habsbourg d'Autriche.
Ce n'est que plus tard que se présentent pour la France à la fois le motif décisif et l'occasion favorable de l'annexion : le mariage en 1736 de François de Lorraine avec l'archiduchesse Marie-Thérèse, l'héritière de la maison d'Autriche, à un moment où cette dernière est affaiblie. Le traité de Vienne (1738) attribue la Lorraine à Louis XV qui la donne en viager à son beau-père, Stanislas Leszczyński : elle sera formellement annexée par la France en 1766 à la mort de ce dernier. En compensation, le duc François III reçoit le grand-duché de Toscane qui est alors vacant.
Par animosité contre les Habsbourg, la France se laisse encore entraîner dans la guerre de Succession d'Autriche. Cependant, après la victoire de Fontenoy, Louis XV renonce à toutes ses nouvelles conquêtes dans les Pays-Bas : le traité d'Aix-la-Chapelle met fin en 1748 à la rivalité des monarchies française et autrichienne.
En 1762, la principauté de Dombes est cédée par Louis-Charles 1er à Louis XV, qui l'intègre à son royaume. 
À la veille de la Révolution, l'Hexagone est donc dessiné ; mais la complexité du cadre féodal qui définit l'organisation politique sous l'ancien régime explique la survivance d'un certain nombre d'enclaves étrangères, tout particulièrement dans la zone d'expansion récente : Alsace, Franche-Comté et Lorraine. Des accords locaux simplifient les problèmes de souveraineté, telle La convention du premier juillet 1778 qui met un terme à l'indivision du territoire de Merzig et Saargau, la partie située à gauche de la Sarre revenant à la France.
Au sud, Louis XV renforce la position de la France en Méditerranée. Par le traité de Versailles, la république de Gênes cède provisoirement l'administration de l'île de Corse (en pratique indépendante de facto depuis 1755) au royaume de France, en échange d'une annulation de dette génoise. L'île est ensuite soumise militairement par les troupes de Louis XV lors de la bataille de Ponte-Novo en mai 1769 et ne sera jamais restituée aux Génois.

## L'Époque contemporaine: le territoire national

### La période révolutionnaire (1789 à 1815)

#### La transformation issue de laRévolution française
C'est à la Révolution que la notion de territoire change fondamentalement. La France cesse d'être une juxtaposition de principautés, chacune d'elles ayant un lien de subordination particulier au roi qui en contrepartie garantit ses privilèges et ses droits. Ces privilèges sont abolis dans la célèbre "nuit du 4 août 1789", ce qui conduit notamment à l'annexion de la Provence. Le territoire est désormais considéré comme un tout indivisible dont dispose la nation, la collectivité souveraine des citoyens. Dans cette logique les provinces sont supprimées et le territoire est découpé en unités administratives dotées d'un statut juridique uniforme : les départements.
Dans le même esprit sont supprimées les enclaves étrangères dans le royaume de France. La Convention nationale les rattache définitivement à la France :
- le Comtat Venaissin, qui devient le département de Vaucluse (1791) ;
- La Principauté de Montbéliard rattachée à la Haute-Saône (1793) ;
- La République de Mulhouse, enclavée dans le territoire du Haut-Rhin, qui vote sa réunion à la France en 1798 ;

Un certain nombre d'autres enclaves en Alsace et en Lorraine sont annexées (1793), malgré les droits des princes possessionnés.

#### La domination française en Europe

##### Les frontières naturelles: Alpes, Jura, Pyrénées et Rhin (1789-1799)
L'instauration d'un régime révolutionnaire amène la plupart des monarchies européennes à se coaliser contre la France. Les succès militaires des armées de la Première République contribuent à considérablement agrandir le territoire national, Danton justifiant que « les limites de la France sont marquées par la nature, nous les atteindrons des quatre coins de l'horizon, du côté du Rhin, du côté de l'Océan, du côté des Pyrénées, du côté des Alpes. Là doivent finir les bornes de notre République. »
La plupart des annexions effectuées à cette époque sont reconnues par les puissances européennes, à l'occasion du traité de Bâle (5 avril 1795) avec la Prusse, du traité de Lunéville (9 février 1801) avec l'Autriche et de la paix d'Amiens (25 mars 1802) avec le Royaume-Uni :
- la République rauracienne, éphémère République sœur (depuis avril 1792) constituée sur la base de territoires de l’évêché de Bâle et qui devient le département du Mont-Terrible (1793-1800), ultérieurement absorbé par le Haut-Rhin ;
- le duché de Savoie est incorporé à la République française et est érigé en département du Mont-Blanc le 27 novembre 1792[27] ;
- le comté de Nice est réuni le 31 janvier 1793[28] et, le 4 février suivant[29], son territoire, élargi aux cantons provençaux de Cannes et Grasse de l'autre côté du fleuve Var, est érigé en département des Alpes-Maritimes (1793-1814) ;
- la principauté de Monaco est réunie le 14 février 1793[30] et son territoire incorporé à ce département des Alpes-Maritimes ;
- les Pays-Bas autrichiens et la Principauté de Liège en 1795 ;
- les États allemands situés sur la rive gauche du Rhin en 1797, annexion qui provoque le Recès d'Empire de 1803 pour dédommager les princes allemands dépossédés ;
- Genève en 1798.

##### Les conquêtes de guerre deNapoléon Bonaparte(1799-1815)
Les nouveaux agrandissements sont principalement motivés par l'objectif de contrôler les côtes européennes, dans le cadre de la lutte contre le Royaume-Uni et du blocus commercial qui est imposé à celui-ci. Sont ainsi annexés :
- le Piémont le 11 septembre 1802, par Sénatus-consulte du Sénat conservateur[31]. Le roi de Sardaigne, prince de Piémont, s'était réfugié dans son île depuis l'occupation du Piémont par les troupes françaises et leur victoire à Marengo. Le Piémont avait été amputé du Novarais le 7 septembre 1800 au profit de la République cisalpine ;
- la République ligurienne, le 4 juin 1805 ;
- les îles Ioniennes (Corfou, Paxos, Leucade, Céphalonie, Ithaque, Zante et Cythère), par le traité de paix de Tilsit du 7 juillet 1807 ;
- le royaume d'Étrurie et les duchés de Parme et Plaisance, le 24 mai 1808, par Sénatus-consulte[32]. L'Étrurie avait été cédée à Napoléon par son souverain Charles-Louis selon l'article 9 d'une convention secrète associée au traité de Fontainebleau, tandis que les duchés de Parme et Plaisance étaient administrés depuis 1802 par la France ;
- les États pontificaux, par décret du 17 mai 1809 signé par Napoléon à Schönbrunn, suivi d'un Sénatus-consulte organique daté du 17 février 1810 ;
- les Provinces illyriennes, constituées par la réunion des régions cédées par l'empire d'Autriche au traité de paix de Schönbrunn (la Haute Carinthie (Villach), la Carniole, la Croatie au sud-ouest de la Save, Gorizia et Trieste), des territoires de la Dalmatie et des bouches du Cattaro, jusqu'alors au royaume d'Italie et du territoire de l'ex-république de Raguse, occupée depuis 1808 par les troupes françaises, à la fin de l'année 1809 ;
- le royaume de Hollande, en deux étapes : d'abord les territoires de ce royaume situés au sud du Rhin, à savoir la Zélande et le Brabant septentrional, par Sénatus-consulte organique du 24 avril 1810, et ensuite l'ensemble du royaume au nord du Rhin, par décret portant réunion de la Hollande à l'Empire, du 9 juillet 1810 (avec la Frise orientale, rattachée à la Hollande depuis 1807), confirmé par le Sénatus-consulte du 13 décembre 1810 ;
- le Valais, par le décret du 12 novembre 1810 qui est transformé en département du Simplon, confirmé par un premier Sénatus-consulte du 13 décembre 1810 ;
- les régions côtières allemandes de la mer du Nord[33] (le duché d'Aremberg, la principauté de Salm[34], le duché d'Oldenbourg, les parties septentrionales du grand-duché de Berg et du royaume de Westphalie), et les villes hanséatiques de Brême, Hambourg et Lübeck déjà occupées depuis la fin de 1806, par un deuxième Sénatus-consulte du 13 décembre 1810 ;
- la Catalogne, par le décret du 26 janvier 1812 qui la détache du royaume d'Espagne et l'organise en quatre départements, sans que cela soit validé par un Sénatus-consulte.

#### Le bilan en1815: annexion des enclaves et affaiblissement des frontières
Par les deux traités de Paris, de 1814 (avant les Cent-Jours) et 1815 (après les Cent-Jours), toutes les conquêtes de la Révolution française et de l'Empire à quelques exceptions près sont perdues et restituées à leurs anciens propriétaires. La France cède notamment au royaume de Sardaigne le département du Mont-Blanc (actuelles Savoie et Haute-Savoie). Elle est pratiquement ramenée à ses frontières de 1790, mais elle conserve les territoires qui constituaient des enclaves, notamment le Comtat Venaissin avec Avignon, Mulhouse et Montbéliard.
Les autres puissances européennes veillent à ce que la France ne puisse plus jamais prendre le contrôle de la rive gauche du Rhin :
- l'essentiel des territoires allemands sur la rive gauche du Rhin est rattaché à la Prusse, malgré l'éloignement géographique et les différences sociologiques et culturelles avec celle-ci ;
- Le grand-duché de Luxembourg est créé, dont la citadelle devient un avant-poste de l'armée prussienne ;
- la France perd plusieurs places fortes qui couvraient ses frontières : Bouillon, Landau, Mariembourg, Philippeville, Sarrebruck et Sarrelouis.

Plus au sud, la ville de Genève est définitivement intégrée dans la confédération suisse et la France doit céder six communes du canton de Gex pour assurer la continuité territoriale du nouveau canton suisse de Genève avec les autres cantons suisses : Collex-Bossy (avec Bellevue), Le Grand-Saconnex, Meyrin, Pregny, Vernier et Versoix.

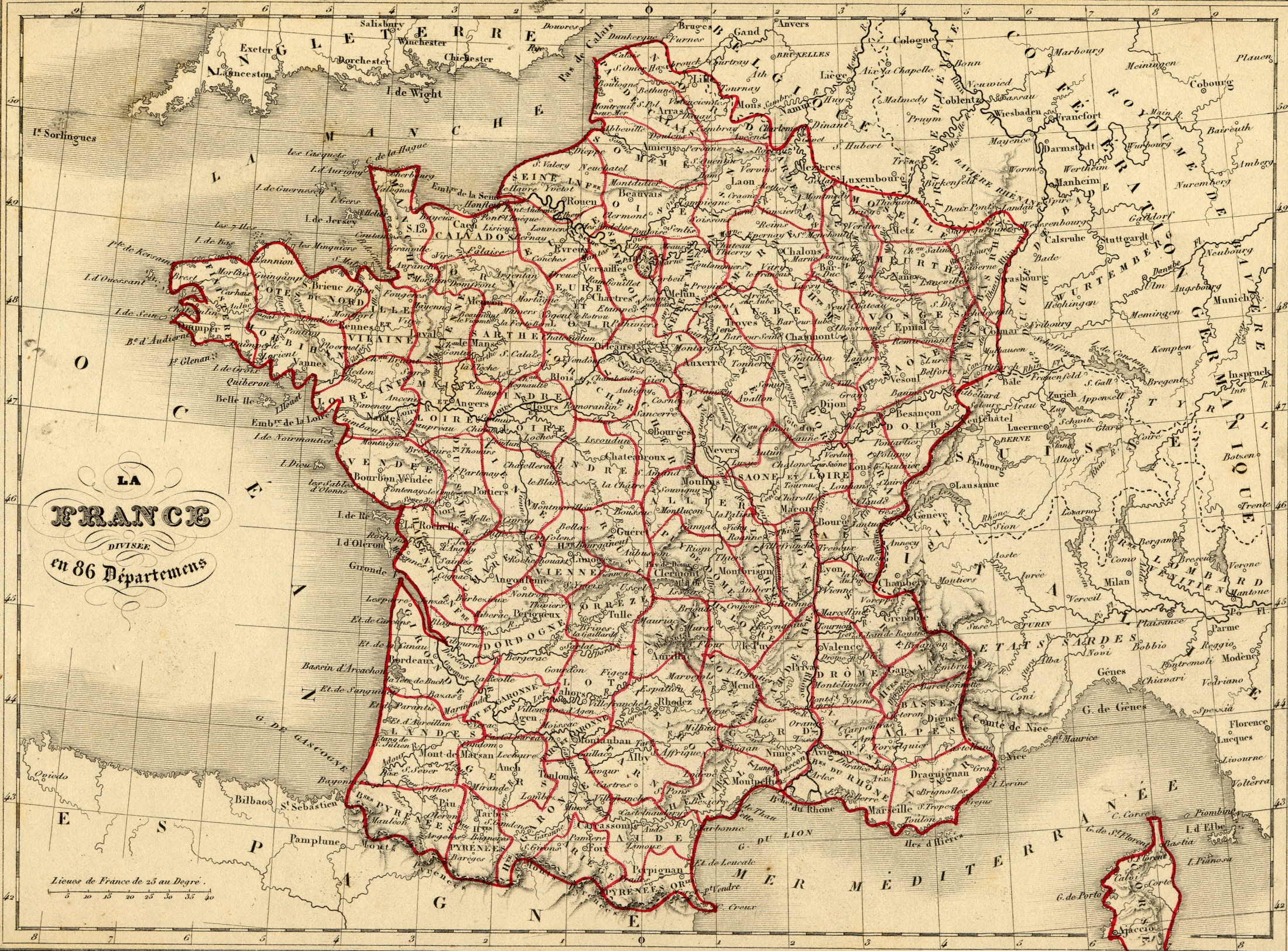
La France en 1843 compte 86 départements.

Par une déclaration commune de 1827 et une convention de 1829 entre la Prusse et la France, la Prusse cède à la France notamment les actuelles communes de Heining-lès-Bouzonville, Manderen, Merten et Villing.
Comme le montre la carte ci-contre, les départements de l'est sont dans leurs limites antérieures au traité de Francfort (1871): la Meurthe n'est pas devenue la Meurthe-et-Moselle et le territoire de Belfort n'a pas été dissocié du Haut-Rhin. La France n'a pas encore intégré définitivement les Savoie et Haute-Savoie ainsi que Nice.

### La France et l'émergence des autres nations
Tant par la propagation de l'idéal révolutionnaire que par l'exercice de sa domination sur ses voisins, la France a attisé le besoin chez les peuples européens de s'identifier en tant que nation et de constituer leur territoire.
Napoléon III souhaite remettre en cause les équilibres issus du Congrès de Vienne afin d’une part de rompre l’isolement de la France, d’autre part de redéfinir la carte politique de l’Europe suivant le principe de l’adhésion des nationalités à l’État de leur choix. Il répond donc positivement à la demande d’aide du Piémont-Sardaigne contre l’Autriche pour réunir les États italiens.
Il accueille de même favorablement l’action de la Prusse pour réunir les États allemands. La politique de la Prusse affaiblit cependant la position de la France face à un nouveau puissant voisin, comme le dénonce une partie de l'opinion publique française dont Adolphe Thiers se fait l'avocat. Et c'est d'ailleurs l'opinion publique manipulée par Bismarck qui va pousser le gouvernement français à engager une guerre contre la Prusse, entraînant l'adhésion des États allemands au deuxième Reich.

#### L'unification de l'Italie (1860): l'intervention française

##### Le rattachement de laSavoieet duComté de Nice(1860)
À la suite de l'entrevue de Plombières, le 21 juillet 1858, le ministre des États de Savoie Camillo Cavour promet à Napoléon III le duché de Savoie et le comté de Nice, en échange de l'appui français à la politique d'unification de l'Italie – Risorgimento – menée par le roi Victor-Emmanuel II de Savoie. Cette proposition est reprise dans un traité secret du 26 janvier 1859.
Après les victoires sur l'Autriche en 1859 (Magenta et Solferino), puis l'armistice de Villafranca, l'Autriche cède la Lombardie à la France, qui la rétrocède au Piémont et réclame la Savoie et Nice. Par le traité de Turin du 24 mars 1860, le roi Victor-Emmanuel II consent à céder le duché de Savoie et le comté de Nice, après consultation des populations : le roi délie alors ses sujets savoyards qui approuvent cette annexion par un plébiscite en avril 1860.
À partir de cette date, le comté de Nice prend le nom de département des Alpes-Maritimes, mais avec d’autres limites que celui qui a déjà existé sous la Révolution. Il est divisé en un arrondissement de Nice qui constituait l’essentiel du comté, un arrondissement de Puget-Théniers et augmenté de l'arrondissement de Grasse détaché du département du Var.

##### Modifications de frontières avecMonaco(1861)
Dès 1848, Menton et Roquebrune, alors partie intégrante de la principauté de Monaco, se déclarent villes libres et sont occupées par une garnison sarde. À la suite de la cession par le royaume de Piémont-Sardaigne du duché de Savoie et du comté de Nice à la France en 1860, les habitants de Roquebrune et de Menton optent par référendum pour leur rattachement à la France.
Le 2 février 1861, le prince Charles III et l'empereur Napoléon III signent à Paris un traité par lequel moyennant une somme de quatre millions de francs, le prince renonce à perpétuité à tous ses droits directs ou indirects sur ces deux communes.
Les sujets originaires de Menton et de Roquebrune ou domiciliés dans ces communes, qui entendent conserver la nationalité de Monaco, jouissent alors, pendant un an à partir de l'échange des ratifications du traité, de la faculté de transporter leur domicile dans la principauté et de s'y fixer ; en ce cas, leur ancienne nationalité sera maintenue.

#### La France face à l'unification par laPrussede l'Allemagne

##### La neutralisation duLuxembourg
En 1867, Napoléon III propose au roi Guillaume III des Pays-Bas l'achat du grand-duché de Luxembourg contre une somme de 5 millions de florins. L'offre est accueillie favorablement mais le roi désire avoir l'accord de la Prusse, qui s'y oppose fermement. La France recule et le traité de Londres entérine la souveraineté et la neutralité luxembourgeoise.

##### L'Alsace-Moselle: le contentieux franco-allemand (1871-1945)
La guerre franco allemande de 1870 scelle la réunification de l'Allemagne, dont les armées occupent le nord de la Loire à la suite de la capitulation des armées françaises à Sedan et Metz.
En vertu du traité de Francfort du 10 mai 1871, l'Alsace (moins l'arrondissement de Belfort) et les territoires constituant l'actuel département de la Moselle sont annexés par l'Empire allemand.
Ces territoires, qui représentaient 1 447 000 ha, 1 694 communes et 1 597 000 habitants, réintégrent la France après la Première Guerre mondiale en vertu de l'article 27 du Traité de Versailles du 28 juin 1919, imposé à l'Allemagne qui n'a pas participé à la négociation. La république de Weimar ratifie cependant en 1925 le traité de Locarno qui entérine la délimitation de la nouvelle frontière franco-allemande.
L'Alsace et la Moselle sont à nouveau annexées et intégrées de facto au Troisième Reich nazi le 27 novembre 1940, la conclusion d'un traité de paix définitif avec la France étant différée. Elles sont définitivement libérées en mars 1945.

### Le territoire national depuis 1945

#### Le traité de Paris avec l’Italie(1947), dernière révision globale d'une frontière
En 1947, au traité de Paris, la France gagne environ 700 km2, par cinq extensions du territoire national sur les départements des Alpes-Maritimes, des Hautes-Alpes et de la Savoie :
- le val de Tende, resté italien lorsque le comté de Nice devint français en 1860, suivant la crête maîtresse des Alpes : le département des Alpes-Maritimes voit alors sa surface s'étendre de 560 km2 ;
- la haute vallée de la Roya (soit les communes de Tende et de La Brigue) ;
- les hameaux de Libre, de Piène-Basse et de Piène-Haute (commune de Breil-sur-Roya) ;
- le hameau de Mollières (commune de Valdeblore) ;
- les hautes vallées de la Vésubie et de la Tinée ;

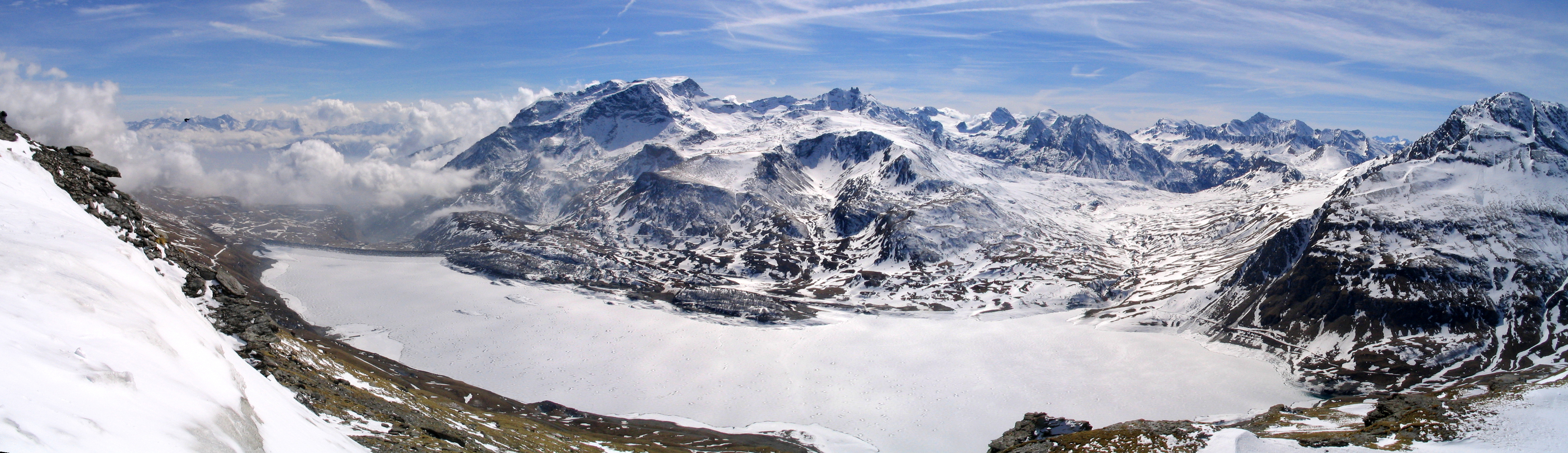
Le traité de Paris de 1947 voit le retour du plateau du Mont-Cenis en Haute Maurienne.

- une partie du versant italien du massif du Mont-Cenis, soit une surface de 81,8 km2, sur les communes de Lanslebourg et Sollières-Sardières (Savoie). La frontière reprenant les frontières du duché de Savoie antérieur à son annexion[36] ;
- le sommet du mont Thabor et le bassin supérieur de la Vallée Étroite sur la commune de Névache (Hautes-Alpes) (47 km2) ;
- le mont Chaberton (17,1 km2), sur la commune de Montgenèvre (Hautes-Alpes) ;
- la partie ouest du col du Petit-Saint-Bernard suivant la ligne de partage des eaux (3,22 km2), au bénéfice de la commune de Séez (Savoie).

Des ajustements mineurs sont encore intervenus par la suite : modifications de frontières avec l’Andorre (2001), le Luxembourg (2006) et la Suisse (1945-2002).

#### L'aménagement de l'espace français: la formation de nouveaux territoires
Sous la Cinquième République est décidé un nouveau découpage du territoire en 27 régions, dont 22 en France métropolitaine. Ces dernières sont dans un certain nombre de cas définies à partir des anciennes provinces. Cependant d'autres sont nouvellement créées autour de grandes métropoles : Rhône-Alpes avec pour capitale Lyon, Midi-Pyrénées (Toulouse), Pays de la Loire (Nantes).
La taille de certaines de ces régions est parfois estimée trop petite. À la suite des recommandations d'un comité animé par Édouard Balladur, la loi de réforme des collectivités de 2010 autorise le regroupement des collectivités locales par consensus. En novembre 2014, Manuel Valls fait adopter par le parlement un nouveau découpage du territoire métropolitain par regroupement des régions existantes :
- le Massif central est désenclavé : l’Auvergne est rattachée à la région Rhône-Alpes et le Limousin forme la Nouvelle-Aquitaine constituée avec Poitou-Charentes et l’Aquitaine ;
- l’Alsace est incluse dans le Grand Est constitué avec la Champagne-Ardenne et la Lorraine : Strasbourg est cependant désignée comme capitale de ce nouvel ensemble alors que les départements du Bas-Rhin et du Haut-Rhin fusionnent en 2021 pour former la Collectivité européenne d'Alsace ;
- certains particularismes sont préservés : la Bretagne et la Corse sont ainsi maintenues malgré leur taille limitée.

Par ailleurs la loi permet le développement des formules pragmatiques d'intercommunalité qui sont effectivement de plus en plus nombreuses.

#### Événements et personnalités
- Philippe II de France
- Guerre de Cent Ans
- Armand Jean du Plessis de Richelieu
- Guerre de Trente Ans
- Union de la Bretagne à la France

#### Listes
- Domaine royal français
- Évolution territoriale de la France contemporaine

#### Articles thématiques
- Territoires du royaume de France
- Empire colonial français
- Souveraineté